# Memórias de um Caracol
Memoir of a Snail (bra/prt: Memórias de um Caracol) é um filme de tragicomédia de animação stop-motion australiano de 2024 escrito, produzido e dirigido por Adam Elliot. É estrelado pelas vozes de Sarah Snook, Kodi Smit-McPhee, Eric Bana, Magda Szubanski, Dominique Pinon, Tony Armstrong, Paul Capsis, Nick Cave e Jacki Weaver. O enredo do filme, que é vagamente inspirado na própria vida de Elliot, segue as provações e tribulações na vida da solitária desajustada Grace Pudel, da infância à idade adulta.
O filme teve sua estreia mundial no Festival Internacional de Cinema de Animação de Annecy de 2024 em 10 de junho de 2024 e foi lançado na Austrália pela Madman Entertainment em 17 de outubro de 2024. Foi finalmente indicado para Melhor Filme de Animação no 97º Oscar, o segundo filme de animação classificado como R a ser indicado para esse feito depois de Anomalisa (2015), outro filme de animação em stop-motion.

## Enredo
Grace Pudel é uma jovem garota na década de 1970 em Melbourne, Austrália, que vive com seu irmão gêmeo Gilbert e seu pai francês Percy, um ex-malabarista que agora é um alcoólatra paraplégico. Ela desenvolve um hobby de colecionar caracóis, que ela compartilha com sua mãe que morreu no parto. Os gêmeos têm um relacionamento próximo e de apoio, e Gilbert defende Grace de colegas de escola que a provocam por seu lábio leporino.
Quando Percy morre durante o sono, os gêmeos são separados e enviados para lares adotivos em diferentes partes do país. Grace é enviada para Canberra, onde é criada por Ian e Narelle, que são legais, mas estão frequentemente ausentes por serem swingers. Gilbert é enviado para uma família de fazendeiros de fundamentalistas religiosos em Perth, que o tratam com crueldade e abuso, particularmente da matriarca Ruth. Ao longo dos anos, Gilbert escreve cartas para Grace, prometendo encontrá-la e se reunir com ela quando crescer. Enquanto essa esperança a mantém viva, Grace é incapaz de formar quaisquer conexões e paixões em sua vida em Canberra. Isso resulta em sua obsessiva compra e acumulação de quaisquer produtos e itens colecionáveis com tema de caracol que ela encontra.
Quando adolescente, Grace eventualmente faz amizade com uma senhora idosa excêntrica, mas gentil, chamada Pinky, que sempre encontra um lado bom na vida, apesar de alguns infortúnios, como perder dois maridos e muitos empregos. Quando Ian e Narelle se aposentam para se juntar a um grupo de nudismo, Pinky se torna a mãe adotiva de Grace, continuando a apoiá-la durante a puberdade, apesar de ela ainda se sentir deprimida e sem rumo. Enquanto isso, Gilbert continua a sofrer abusos de sua família adotiva, com apenas o filho mais novo, Ben, tratando-o com carinho e admiração por sua rebeldia.
Ao se tornar adulta, Grace se apaixona por Ken, um novo vizinho que é um consertador de micro-ondas. Os dois rapidamente começam um relacionamento amoroso, eventualmente levando-o a pedi-la em casamento. No entanto, no dia do casamento, Grace recebe uma carta de Ruth, relatando que Gilbert morreu em um incêndio, que ele começou em fúria depois que Ruth, homofóbica, submeteu ele e Ben a um tratamento de choque elétrico ao descobrir seu relacionamento. Grace fica perturbada com sua morte, ficando mais deprimida à medida que sua acumulação e compulsão alimentar aumentam. Grace fica ainda mais chocada quando descobre o álbum de recortes de Ken, revelando que ele tem um fetiche por mulheres grandes e que a tem superalimentado com a intenção de fazê-la ganhar peso. Ela se divorcia dele, deixando apenas Pinky para cuidar dela e ajudá-la a perder peso. Grace também se arrepende de ter usado seu dinheiro em parafernália de caracóis em vez de encontrar Gilbert quando ele ainda estava vivo.
Algum tempo depois, Pinky é diagnosticada com Alzheimer, levando Grace a se tornar a pessoa que cuida dela. Pinky eventualmente morre depois de alguns meses, mencionando batatas em suas últimas palavras, para a confusão de Grace. Grace leva suas cinzas para a horta de Pinky e liberta seu pote de caracóis. Agora sozinha e sem nada para viver, Grace decide cometer suicídio comendo veneno, mas ela o cospe no último segundo ao perceber que Pinky deixou sua caixa de economias para ela no canteiro de batatas. Também na caixa está uma carta de Pinky, agradecendo a Grace pelos anos juntos e encorajando-a a viver uma nova vida sem as dificuldades e traumas do passado. Grace se esforça para seguir seu conselho, começando por descartar e queimar sua coleção temática de caracóis, mantendo apenas o gorro de caracol feito para ela por Percy.
Um ano depois, Grace vive uma vida estável, perseguindo seu sonho de ser uma animadora de stop-motion. Em uma exibição de seu curta-metragem, Gilbert se revela a ela, tendo sobrevivido ao incêndio e encontrado seu caminho até ela. Após seu reencontro choroso, os gêmeos vivem felizes juntos novamente e finalmente realizam o desejo de seu falecido pai de ter suas cinzas espalhadas enquanto andavam em uma montanha-russa no Luna Park, o parque de diversões que eles frequentavam quando crianças.

## Elenco
- Sarah Snook como Grace Pudel[4]
  - Charlotte Belsey como jovem Grace
- Kodi Smit-McPhee como Gilbert Pudel[9]
  - Mason Litsos como jovem Gilbert
- Jacki Weaver como Pinky, ex-dançarina de mesa que faz amizade com Grace[10]
- Eric Bana como James, magistrado[9]
- Magda Szubanski como Ruth, mãe adotiva religiosa e abusiva de Gilbert
- Dominique Pinon como Percy Pudel, pai de Grace e Gilbert[9]
- Tony Armstrong como Ken, reparador com quem Grace se casa brevemente[9]
- Paul Capsis como Ian e Narelle, um casal swinger que se torna os pais adotivos de Grace[9]
- Bernie Clifford como Owen, pai adotivo religioso de Gilbert
- Davey Thompson como Ben, irmão adotivo de Gilbert
- Nick Cave como Bill Clarke, segundo marido de Pinky

## Produção
Memoir of a Snail foi desenvolvido ao longo de um período de oito anos. As filmagens ocorreram em Melbourne em maio de 2023. Em fevereiro de 2024, foi anunciado que Sarah Snook foi escalada para o papel principal.

## Lançamento
Memoir of a Snail estreou em 10 de junho de 2024 no Festival Internacional de Cinema de Animação de Annecy, onde ganhou o Prêmio Cristal de Longa-Metragem. O filme foi lançado na Austrália pela Madman Entertainment em 17 de outubro de 2024 e foi lançado em cinemas selecionados nos Estados Unidos pela IFC Films em 25 de outubro, seguido por um lançamento mais amplo em novembro.